# Avenida Huarochirí
La avenida Huarochirí es una de las principales avenidas de la ciudad de Lima, capital del Perú. Se extiende de norte a sur, en los distritos de El Agustino, Santa Anita, Ate y La Molina. Su trazo es continuado por la avenida Melgarejo.

## Recorrido
Se inicia en la Zona Reservada del Valle del Río Rímac, en el distrito de El Agustino, que es protegida por un muro de concreto. En este tramo, la vía pasa por la urbanización Las Praderas de Santa Anita. 
Luego, al pasar el cruce con la avenida Ferrocarril, la vía ingresa al distrito de Santa Anita. 
En la intersección con la carretera Central, la vía se adentra en el distrito de Ate; sin embargo, el trazo es interrumpido por un gran terreno industrial y de transporte pesado. En el cruce con la avenida Aragón, el trazo se reanuda, y pasa por las urbanizaciones de Santa Raquel y Mayorazgo. 
Después, en la intersección con la avenida Separadora Industrial, la vía pasa por medio de los distritos de La Molina y Ate. En este tramo, del lado del distrito de La Molina, la vía pasa por la urbanización Covima; mientras que, del lado del distrito de Ate, la vía continúa por la urbanización Mayorazgo, donde se ubica el complejo deportivo y centro preuniversitario de la Universidad de Lima. 
Finalmente, la avenida desemboca en el cruce con la avenida Javier Prado Este, cuyo punto es conocido como el óvalo Huarochirí. Su trazo es continuado por la avenida Melgarejo, en el distrito de La Molina.